# 山出龍
山出龍（學名"Sanchusaurus"）是似鳥龍科恐龍的一屬，生存於下白堊紀的亞洲。牠的化石是發現於日本群馬縣的部份尾椎，有可能是似雞龍的異名。山出龍尚未被正式描述，所以是一個無資格名稱。
山出龍是在1985年由Hisa命名。在1990年，董枝明與其他人將山出龍歸類於似雞龍。

## 外部連結
- 恐龍博物館──山出龍